# Industrie Merloni
Merloni S.p.A., comunemente nota come Industrie Merloni, è stata un'azienda italiana a conduzione familiare di Fabriano, in provincia di Ancona, produttrice di apparecchi termoidraulici e di elettrodomestici.

## Storia
Le Industrie Merloni vennero fondate il 15 luglio 1930 ad Albacina, frazione di Fabriano, in provincia di Ancona, su iniziativa di Aristide Merloni e con il contributo economico del parroco del paese don Battista Rinaldi, come opificio artigianale specializzato nella costruzione di bilance e di altri strumenti per la pesatura per uso professionale. La ditta inizialmente impiegò appena 6 dipendenti, e il 3 dicembre 1933 venne ufficialmente costituita la Società Anonima Merloni Aristide (SAMA), i cui soci fondatori, nell'atto costitutivo rogato dal notaio Alfredo Fossa di Fabriano, risultavano essere Aristide Merloni e il padre Antonio. Nel 1936, sede e attività della SAMA furono spostate in un capannone a Fabriano, dove il numero di dipendenti crebbe a circa 40 unità, così come pure il fatturato annuo, passato dalle 80.000 lire registrate dal 1931, a 500.000 lire nel 1938.
Le attività della fabbrica di Merloni, devastata dai bombardamenti della Seconda guerra mondiale, furono interrotte nel 1945, e dopo la Liberazione fu requisita dagli Alleati, e adibita a vari usi successivi: stazione radio, autorimessa e deposito di grano. SAMA fu sciolta e l'attività di Merloni tornò alla forma giuridica di ditta individuale, che poté riprendersi grazie ad una commessa pervenutagli dalle Ferrovie dello Stato per sessanta pese a ponte. Agli inizi degli anni cinquanta, la ditta di Merloni divenne la principale produttrice italiana di strumenti per la pesatura ad uso professionale, e copriva il 60% del mercato nazionale delle bascule. In seguito, Merloni abbandonò la produzione di bilance, e diversificò le sue attività passando a quella di bombole per il gas liquido e di scaldabagni, avviata nel 1954 con l'inaugurazione di un nuovo stabilimento di produzione a Matelica, in provincia di Macerata, e nel 1957 avviò anche la produzione di cucine e fornelli a gas da applicare alle bombole, in nuovo stabilimento ad Albacina.
Nel 1957, Merloni nel pieno della sua espansione produttiva e commerciale, divenne società per azioni ed assunse la denominazione A. Merloni Officine Meccaniche S.p.A., con capitale sociale di 500 milioni di lire. Due anni più tardi, nel 1959, fu inaugurato un nuovo stabilimento a Cerreto d'Esi, per la produzione di mobili metallici da cucina. Nel 1960, venne lanciato il marchio Ariston, per commercializzare i prodotti che vendeva direttamente e differenziarli da quelli realizzati come terzista per altri marchi. Nel 1962, fu proposto il modello Unibloc, che includeva cucina, frigorifero e lavastoviglie, progettato per l'azienda marchigiana dal designer giapponese Makio Hasuike, creato con l'obiettivo di adattare dei mobili da cucina in ambienti diversi. Al 1963, le Industrie Merloni avevano poco meno di 600 dipendenti in cinque stabilimenti, ciascuno specializzato in singole produzioni, e tutti situati nelle Marche. Nel 1966, fu rilevata l'ALIA di Milano, azienda produttrice di frigoriferi per conto terzi, che pochi anni dopo divenne sede logistica.
Negli anni sessanta-settanta, furono aperti altri insediamenti produttivi, a Pianello di Genga (bombole, 1964), Sassoferrato (scaldabagni, 1965), Santa Maria di Fabriano (lavastoviglie, 1965), Melano-Marischio (frigoriferi, 1970), Cittaducale, in provincia di Rieti (cucine componibili, 1971) e Comunanza, in provincia di Ascoli Piceno (lavatrici, 1973). L'azienda marchigiana, divenuta nel frattempo Merloni S.p.A., era stata strutturata in più divisioni, quella dei prodotti igienico-sanitari, quella degli elettrodomestici, quella meccanica e dell'arredamento. Nel 1968, la divisione meccanica amministrata da uno dei figli di Aristide, Antonio Merloni, si staccò e divenne azienda separata con la denominazione ARDO. Nel 1970, alla morte del fondatore, la guida delle Industrie Merloni venne assunta dai figli Francesco e Vittorio Merloni, presenti in azienda dagli anni cinquanta, che ricoprivano rispettivamente le cariche di direttore tecnico e di direttore commerciale. Presente sia nel mercato nazionale che in quello estero, nel 1973 fu costituita la Ariston France S.A., filiale per la vendita e distribuzione dei prodotti in Francia e nei paesi del Nord Europa.
Merloni cessò di esistere nel 1975, quando le varie divisioni si costituirono in aziende separate, in cui confluirono le varie attività dell'azienda.

## Informazioni e dati
Merloni S.p.A., azienda a conduzione familiare di Fabriano, in provincia di Ancona, produceva apparecchi termoidraulici ed elettrodomestici.
Nel 1970, l'azienda marchigiana contava 2.000 dipendenti in 8 stabilimenti, realizzava un fatturato di 30 miliardi di lire, ed era leader in particolare nella produzione di bombole per gas liquefatto, che a quell'anno copriva il 60% del mercato nazionale. Gli scaldabagni costituivano il 33% della sua produzione, seguiti dalle cucine (10%), frigoriferi (5%) e lavastoviglie (3%). 170.000 furono le cucine vendute in quell'anno, di cui 51.000 all'estero, e dei 176.000 frigoriferi, quelli venduti all'estero furono 106.000.